# North American Soccer League (1976)
North American Soccer League 1976 – 9. sezon NASL, ligi zawodowej znajdującej się na najwyższym szczeblu rozgrywek w Stanach Zjednoczonych i Kanadzie. Finał Soccer Bowl został rozegrany 28 sierpnia 1976 roku. Soccer Bowl zdobył drużyna Toronto Metros-Croatia.

## Rozgrywki
Do rozgrywek ligi NASL w sezonie 1976 przystąpiło 20 drużyn. Przed sezonem dwie drużyny zmieniły swoje nazwy: Baltimore Comets przeniósł swoją siedzibę San Diego i występował pod nazwą San Diego Jaws, a Denver Dynamos przeniósł swoją siedzibę do Minnesoty i występował pod nazwą Minnesota Kicks.

## Sezon zasadniczy
W = Wygrane, P = Porażki, GZ = Gole strzelone, GS = Gole stracone, BP = Punkty bonusowe PKT = Liczba zdobytych punktów
Punktacja:
- 6 punktów za zwycięstwo
- 0 punktów za porażkę
- 1 punkt każdy za gol zdobyty w trzech meczach

### Konferencja Atlantycka
| Northern Division      | W  | P  | GZ | GS | PKT |
| ---------------------- | -- | -- | -- | -- | --- |
| Chicago Sting          | 15 | 9  | 52 | 32 | 132 |
| Toronto Metros-Croatia | 15 | 9  | 38 | 30 | 123 |
| Rochester Lancers      | 13 | 11 | 36 | 32 | 114 |
| Hartford Bicentennials | 12 | 12 | 37 | 56 | 107 |
| Boston Minutemen       | 7  | 17 | 35 | 64 | 74  |

| Eastern Division     | W  | P  | GZ | GS | PKT |
| -------------------- | -- | -- | -- | -- | --- |
| Tampa Bay Rowdies    | 18 | 6  | 58 | 30 | 154 |
| New York Cosmos      | 16 | 8  | 65 | 34 | 148 |
| Washington Diplomats | 14 | 10 | 46 | 38 | 126 |
| Philadelphia Atoms   | 8  | 16 | 32 | 49 | 80  |
| Miami Toros          | 6  | 18 | 29 | 58 | 63  |

### Konferencja Pacyficzna
| Western Division    | W  | P  | GZ | GS | PKT |
| ------------------- | -- | -- | -- | -- | --- |
| Minnesota Kicks     | 15 | 9  | 54 | 33 | 138 |
| Seattle Sounders    | 14 | 10 | 40 | 31 | 123 |
| Vancouver Whitecaps | 14 | 10 | 38 | 30 | 120 |
| Portland Timbers    | 8  | 16 | 23 | 41 | 71  |
| St. Louis Stars     | 5  | 19 | 29 | 57 | 58  |

| Southern Division    | W  | P  | GZ | GS | PKT |
| -------------------- | -- | -- | -- | -- | --- |
| San Jose Earthquakes | 14 | 10 | 47 | 30 | 123 |
| Dallas Tornado       | 13 | 11 | 44 | 45 | 117 |
| Los Angeles Aztecs   | 12 | 12 | 43 | 44 | 108 |
| San Antonio Thunder  | 12 | 12 | 38 | 32 | 107 |
| San Diego Jaws       | 9  | 15 | 29 | 47 | 82  |

| Awans do finału          |
| Mistrz rundy zasadniczej |

## Drużyna gwiazd sezonu
| Pozycja | Pierwsza drużyna                      | Druga drużyna                        | Wyróżnienia                                |
| ------- | ------------------------------------- | ------------------------------------ | ------------------------------------------ |
| BR      | Arnie Mausser (Tampa Bay Rowdies)     | Eric Martin (Washington Whitecaps)   | Paolo Cimpiel (Toronto Metros-Croatia)     |
| OB      | Keith Eddy (New York Cosmos)          | Stewart Jump (Tampa Bay Rowdies)     | Dave Gillett (Seattle Sounders)            |
| OB      | Bobby Moore (San Antonio Thunder)     | George Ley (Dallas Tornado)          | Frank Spraggon (Minnesota Kicks)           |
| OB      | Tommy Smith (Tampa Bay Rowdies)       | Ron Webster (Minnesota Kicks)        | Jim Holton (Miami Toros)                   |
| OB      | Mike England (Seattle Sounders)       | Bobby Smith (Philadelphia Atoms)     | Bob McNab (San Antonio Thunder)            |
| PO      | Rodney Marsh (Tampa Bay Rowdies)      | Alan West (Minnesota Kicks)          | Dave Clements (New York Cosmos)            |
| PO      | Ramón Mifflin (New York Cosmos)       | Bobby Hope (Dallas Tornado)          | Wolfgang Sühnholz (Toronto Metros-Croatia) |
| PO      | António Simões (San Jose Earthquakes) | Al Trost (St. Louis Stars)           | Charlie Cooke (Los Angeles Aztecs)         |
| NA      | Pelé (New York Cosmos)                | Derek Smethurst (Tampa Bay Rowdies)  | Jimmy Robertson (Seattle Sounders)         |
| NA      | George Best (Los Angeles Aztecs)      | Jeff Bourne (Dallas Tornado)         | Mark Liveric (San Jose Earthquakes)        |
| NA      | Giorgio Chinaglia (New York Cosmos)   | Stewart Scullion (Tampa Bay Rowdies) | Tommy Ord (Vancouver Whitecaps)            |

## Playoff

### Pierwsza runda
| 17 sierpnia 1976 | Washington Diplomats | 0:2 | New York Cosmos | Shea Stadium, Nowy Jork Widzów: 22 698 |
|                  |                      |     |                 |                                        |

| 18 sierpnia 1976 | Los Angeles Aztecs | 0:2 | Dallas Tornado | Ownby Stadium, Dallas Widzów: 9 413 |
|                  |                    |     |                |                                     |

| 18 sierpnia 1976 | Vancouver Whitecaps | 0:1 | Seattle Sounders | Kingdome, Seattle Widzów: 30 406 |
|                  |                     |     |                  |                                  |

| 18 sierpnia 1976 | Rochester Lancers | 1:2 | Toronto Metros-Croatia | Varsity Stadium, Toronto Widzów: 6 852 |
|                  |                   |     |                        |                                        |

### Półfinały Konferencji
| 20 sierpnia 1976 | Toronto Metros-Croatia | 3:2 k. 3:1 | Chicago Sting | Soldier Field, Chicago Widzów: 8 150 |
|                  |                        |            |               |                                      |

| 20 sierpnia 1976 | New York Cosmos | 1:3 | Tampa Bay Rowdies | Tampa Stadium, Tampa Widzów: 36 863 |
|                  |                 |     |                   |                                     |

| 20 sierpnia 1976 | Dallas Tornado | 0:2 | San Jose Earthquakes | Spartan Stadium, San Jose Widzów: 15 135 |
|                  |                |     |                      |                                          |

| 21 sierpnia 1976 | Seattle Sounders | 0:3 | Minnesota Kicks | Metropolitan Stadium, Bloomington Widzów: 41 405 |
|                  |                  |     |                 |                                                  |

### Finały Konferencji
| 24 sierpnia 1976 | Toronto Metros-Croatia | 2:0 | Tampa Bay Rowdies | Tampa Stadium, Tampa Widzów: 28 046 |
|                  |                        |     |                   |                                     |

| 25 sierpnia 1976 | San Jose Earthquakes | 1:3 | Minnesota Kicks | Metropolitan Stadium, Bloomington Widzów: 49 572 |
|                  |                      |     |                 |                                                  |

### Soccer Bowl 1976
| 28 sierpnia 1976 | Toronto Metros-Croatia · Eusébio 40:28' · Lukačević 53:57' · Ferriera 82:43' | 3:01:0 | Minnesota Kicks | Kingdome, Seattle Widzów: 25 765 Sędzia: Dante Maglio |
|                  |                                                                              |        |                 |                                                       |

| North American Soccer League 1976 Zwycięzcy |
| ------------------------------------------- |
| Toronto Metros-Croatia 1. Tytuł             |

## Nagrody
- MVP: Pelé (New York Cosmos)
- Trener Roku: Eddie Firmani (Tampa Bay Rowdies)
- Odkrycie Roku: Steve Pecher (Dallas Tornado)
- Piłkarz Roku Ameryki Północnej: Arnie Mausser (Tampa Bay Rowdies)[5][6]